# 법동군

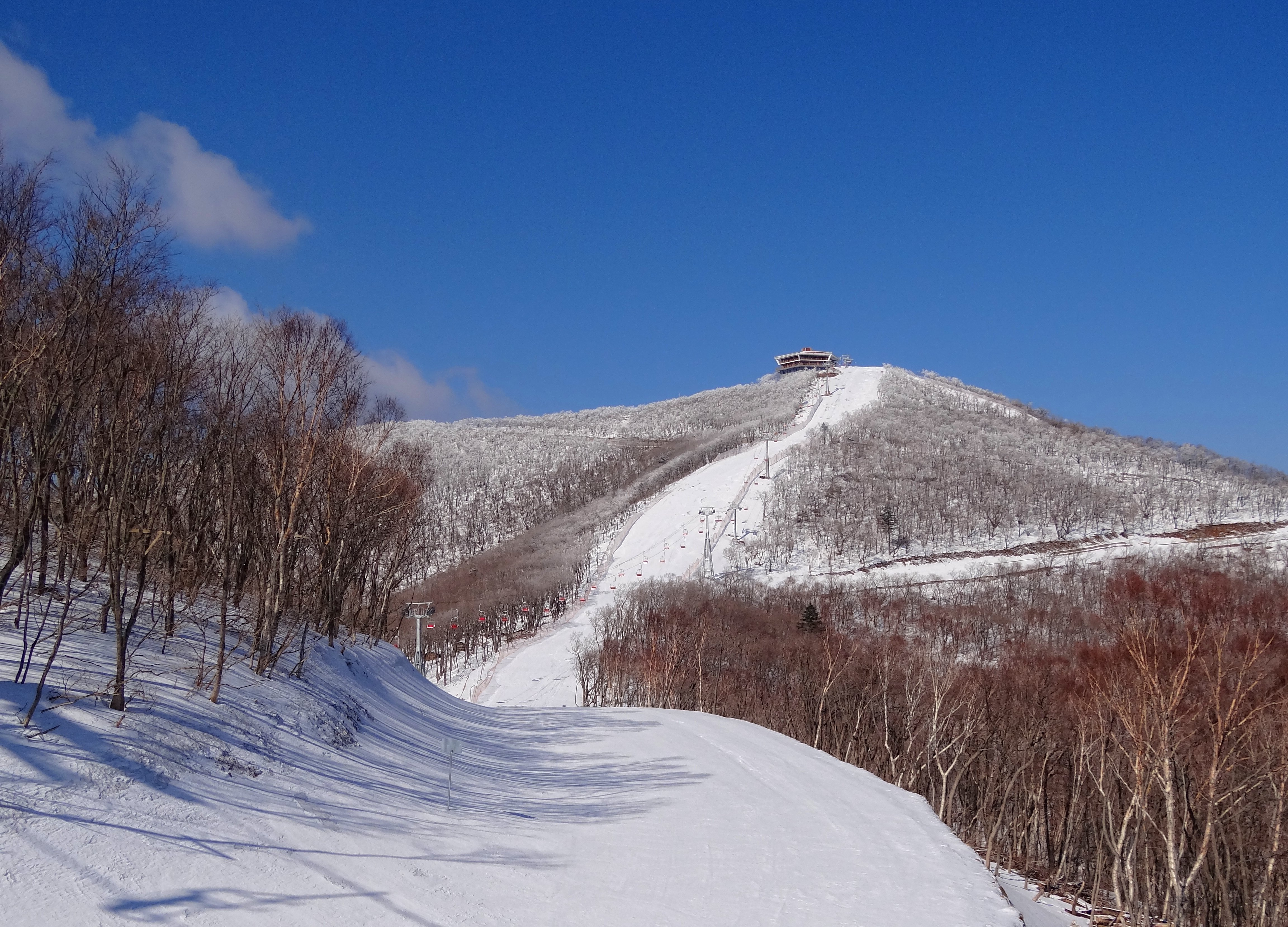
대화봉에 있는 마식령스키장

법동군(法洞郡)은 조선민주주의인민공화국의 강원도에 속해 있는 군이다. 인구밀도는 제곱킬로미터당 41.4명 정도이다

## 지리
강원도 서북부, 동경 126°59′∼127°19′, 북위 38°48′∼39°12′에 위치한다. 동쪽은 원산시·안변군·고산군, 서쪽은 평안남도 양덕군과 황해북도 신평군, 남쪽은 세포군·판교군, 북쪽은 문천시·천내군과 접한다.
마식령산맥과 아호비령산맥 사이에 있고 전체 면적의 90%가 해발 400m 이상이다. 가장 높은 지점은 두류산(1,323m)이다. 주요 하천으로는 임진강, 고미탄천, 통동천이 있다. 산림이 풍부하고 기후는 대륙성이고 냉량하다.

## 역사
법동군의 서부 지역은 본래 안변군 영풍면의 지역으로 1914년 부군면 통폐합과정에서 덕원군에 편입되면서 풍상면과 풍하면으로 분면되었다. 서부 일부는 본래 문천군 운림면 마한리·쟁경리였다. 동부지역은 본래는 강원도의 이천군 고미탄면이었다가 1917년에 웅탄면으로 개칭되었다.
1942년에 덕원군이 폐지되면서 풍상면과 풍하면은 문천군에 편입되었다.
1946년에 문천군은 강원도에 편입되었고 운림면 마한리·쟁경리가 마쟁리로 합쳐졌다.
1952년 12월 행정구역 개편시 문천군의 풍상면·풍하면과 운림면의 마쟁리, 이천군의 웅탄면이 통합되어 법동군이 신설되었다. 문천군의 법동리를 법동읍으로 개편했다. 1954년 10월 봉황리가 분리되어 노탄리와 어유리로 편입되고, 거리가 마전리로 개칭되었으며, 삼강리가 용포리에 편입되었다. 1961년 3월 신동리(해방당시 웅탄면 희전리·희역리)가 세포군에 편입되었다.

## 경제
지역 경제는 제조업과 광업이 중심이다. 일회용품, 기계, 의약품, 화학제품, 종이를 생산한다. 성냥이 제조되어 조선 전역으로 판매된다. 전체 면적의 6.5%만이 경작 가능한 토지이지만 약간의 옥수수가 생산된다. 가축 또한 사육되고 오랫동안 벌꿀 생산의 중심지로서 알려져 있었다. 또 군 내에 마식령 스키장이 들어서 관광업도 있다.

## 교통
도로는 있지만 철도는 없다. 평양원산관광도로가 있다.

## 행정 구역
1읍 19리로 구성된다.
현재의 행정구역은 법동읍과 상서(上西)·감둔(甘屯)·용포(龍浦)·마전(馬轉)·작동(鵲洞)·영저(嶺底)·도찬(道贊)·여해(如海)·율동(栗洞)·백일(白日)·추암(鷲巖)·장안(長安)·어유(魚遊)·금구(金龜)·노탄(蘆灘)·금평(金坪)·구룡(九龍)·건자(乾子)·해랑(海浪) 등 19개 리로 되어 있다. 군소재지는 법동읍이다.

## 같이 보기
- 조선민주주의인민공화국의 지리
- 조선민주주의인민공화국의 행정 구역